# دويليو أريجوني
دويليو أريجوني (بالإيطالية: Duilio Arigoni)‏ (من مواليد 6 ديسمبر 1928) هو كيميائي سويسري وأستاذ جامعي فخري في المعهد الفدرالي السويسري للتكنولوجيا في زيورخ. وقد عمل على مسارات التخليق الحيوي للعديد من المواد الطبيعية العضوية.